# Dentinema trichomycteri
Dentinema trichomycteri ist eine Art der Spulwürmer und einziger Vertreter der Gattung Dentinema. Sie ist ein Parasit im Darm bei neotropischen Schmerlenwelsen der Gattung Trichomycterus

## Merkmale

### Gattung
Dentinema ist mittelgroß und hat einen spindelförmigen Körper ohne Seitenflügel. Die dreieckige Mundöffnung wird von drei schwach entwickelten Lippen umgeben, von denen jede mit einer kutikularisierten lamellenartigen Bildung verbunden ist, welche die kleine Mundhöhle abgrenzt. Es sind sechs radiär angeordnete Leisten ausgebildet, welche von der Papille oder Amphide zum Mundrand verlaufen. In der Mundhöhle sind drei große konische Ösophagus-Zähne vorhanden. Das Vorderende des Ösophagus ist in einen Pharynx-Abschnitt differenziert der hintere Teil in einen länglichen Isthmus und einen runden Bulbus mit Klappen. Der Schwanz ist konisch. Männchen haben vor der Kloake bauchseitig Paare schräg verlaufender Muskelbänder, ein Saugnapf ist nicht ausgebildet: Die Spicula sind breit und gleich lang, das Gubernaculum ist gut entwickelt. Kaudalflügel fehlen, Kaudalpapillen sind zahlreich. Die Vulva liegt hinter der Körpermitte, der Geschlechtsapparat ist paarig (amphidelphisch). Die Eier sind zahlreich und dünnwandig.

### Art
Dentinema trichomycteri hat eine Kutikula mit feiner Querstreifung, somatische Papillen sind nicht ausgebildet. Die Oberlippe trägt zwei kleine Kopfpapillen, die beiden Unterlippen jeweils eine. Die gut entwickelte Mundhöhle hat kutikularierte Wände. Der Nervenring umgibt den Körper des Ösophagus am Übergang von ersten zum zweiten Drittel. Die Ausscheidungspore liegt in Höhe des Isthmus. Der Schwsanz ist bei beiden Geschlechtern konisch und spitz endend.
Männchen sind im Mittel 9,25 mm lang und maximal 0,3 mm dick. Der gesamte Ösophagus ist 966 µm, der Pharynx 75 µm, der Körper 843 µm, der Isthmus 149 µm und der Bulbus 123 µm lang. Der Nervenring liegt 299 µm, die Ausscheidungspore 938 µm hinter dem Vorderende. Der hintere Körperabschnitt ist bauchseitig abgebogen. Bauchseitig vor der Kloake sind 15 Paare schräg verlaufender Muskelbänder. Darüber hinaus gibt es 10 Paar von Schwanzpapillen, von denen zwei Paare vor der Kloake, ein Paar daneben und sieben Paare dahinter liegen. Zusätzlich ist eine unpaare, mediane Papille im Bereich des zweiten Paars der vor der Kloake liegenden Papillen ausgebildet. Die leicht gebogenenen Spicula sind 216 bis 228 (225) µm lang und 30 bis 36 µm dick. Das dreieckige Gubernaculum ist im Mittel 60 µm lang, der Schwanz 516 µm.
Weibchen sind im Mittel 6,80 mm lang und maximal 0,3 mm dick.  Der gesamte Ösophagus ist 544 µm, der Pharynx 81 µm, der Körper 391 µm, der Isthmus 84 µm und der Bulbus 72 µm lang.  Der Nervenring liegt 201 µm, die Ausscheidungspore 492 µm hinter dem Vorderende. Die Vulva liegt 4,31 bis 4,43 mm (4,31 mm) hinter dem Vorderende, etwa bei 63 % der Körperlänge. Die Vagina zieht nach vorn. Die ovalen dünnschaligen Eier sind 45–72 × 42–51 µm groß. Der Schwanz ist 462 bis 612 µm lang.